# Armageddon 2007
Armageddon 2007 was een professioneel worstel-pay-per-viewevenement dat geproduceerd werd door World Wrestling Entertainment (WWE). Dit evenement was de achtste editie van Armageddon en vond plaats in de Mellon Arena in Pittsburgh (Pennsylvania) op 16 december 2007.
De belangrijkste gebeurtenis was een Triple Threat match tussen de kampioen Batista, Edge en The Undertaker voor de World Heavyweight Championship. Edge won de match en werd de nieuwe World Heavyweight Champion.

## Matchen
| Nr.                                                                          | Match | Winnaar(s)                                     |
| ---------------------------------------------------------------------------- | --- | ---------------------------------------------- |
| 1                                                                            | Montel Vontavious Porter (c) vs. Rey Mysterio in een een-op-eenmatch voor het WWE United States Championship | Rey Mysterio (nc)                              |
| 2                                                                            | Big Daddy V & Mark Henry (met Matt Striker) vs. CM Punk & Kane in een tag team match                         | Big Daddy V & Mark Henry                       |
| 3                                                                            | Mr. Kennedy vs. Shawn Michaels in een een-op-eenmatch                                                        | Shawn Michaels                                 |
| 4                                                                            | Jeff Hardy vs. Triple H in een "No1 contendership" voor een WWE Championship-match op Royal Rumble 2008      | Jeff Hardy                                     |
| 5                                                                            | Finlay (met Hornswoggle) vs. The Great Khali (met Ranjin Singh) in een een-op-eenmatch                       | Finlay (met Hornswoggle)                       |
| 6                                                                            | Randy Orton (c) vs. Chris Jericho in een een-op-eenmatch voor het WWE Championship                           | Chris Jericho; diskwalificatie Randy Orton (c) |
| 7                                                                            | Beth Phoenix (c) vs. Mickie James in een een-op-eenmatch voor het WWE Women's Championship                   | Beth Phoenix (c)                               |
| 8                                                                            | Batista (c) vs. Edge vs. The Undertaker in een Triple Threat match voor het World Heavyweight Championship   | Edge (nc)                                      |
| (c) huidige kampioen voor en na de match \| (nc) nieuwe kampioen na de match | |                                                |